# Đức Huệ ông chúa
Đức Huệ Công chúa (德惠翁主, 덕혜옹주, Tŏkhye Ongju) (25 tháng 5 năm 1912 – 21 tháng 4 năm 1989) là "công chúa" cuối cùng của Hàn Quốc. Theo điển lệ của nhà Lý Hàn Quốc, các đích nữ (con của Hoàng hậu) của vua Hàn Quốc gọi là Công chúa (Kongju), thứ nữ (con của phi tần) được gọi là ông chúa (Ongju). Do mẹ chỉ là một cung nhân mà không phải Hoàng hậu nên bà chỉ được gọi là "Ông chúa" thay vì "Công chúa". Từ "Ông" ở đây chỉ có nghĩa là "thứ nữ".

## Tiểu sử
Bà sinh ngày 25 tháng 5 năm 1912 tại Cung Xương Đức ở Seoul, là con gái út của Hoàng đế Quang Vũ và Lương Cung nhân. Hoàng đế Quang Vũ rất yêu cô con gái nhỏ này nên đã phong cho mẹ bà làm Quý nhân, ngụ tại Phúc Ninh cung, và lập nhà trẻ ở Cung Đức Thọ cho bà tại Jeukjodang, điện Hamnyeong. Năm 1919, bà được bí mật đính ước với Kim Jang-han, cháu của triều thần Kim Hwangjin.
Năm 1925, bà được đưa đến Nhật Bản với lý do để tiếp tục học tập. Cũng như các anh trai mình, bà đến học tại Học Tập Viện Gakushuin. Bà được nhận xét là người trầm tính và xa cách. Khi nhận được tin hoàng huynh qua đời vào năm 1926, bà tự nhốt mình trong phòng cho đến khi được phép tạm quay về Hàn Quốc để dự đám tang. Vào mùa xuân năm 1930, do thần kinh bất ổn, bà chuyển đến cung điện của vua Lý – nhà của anh trai là Thái tử Ngân ở Tokyo. Bác sĩ chẩn đoán bà bị mất trí sớm, nhưng sức khoẻ của bà dần khá lên trong năm tiếp theo.

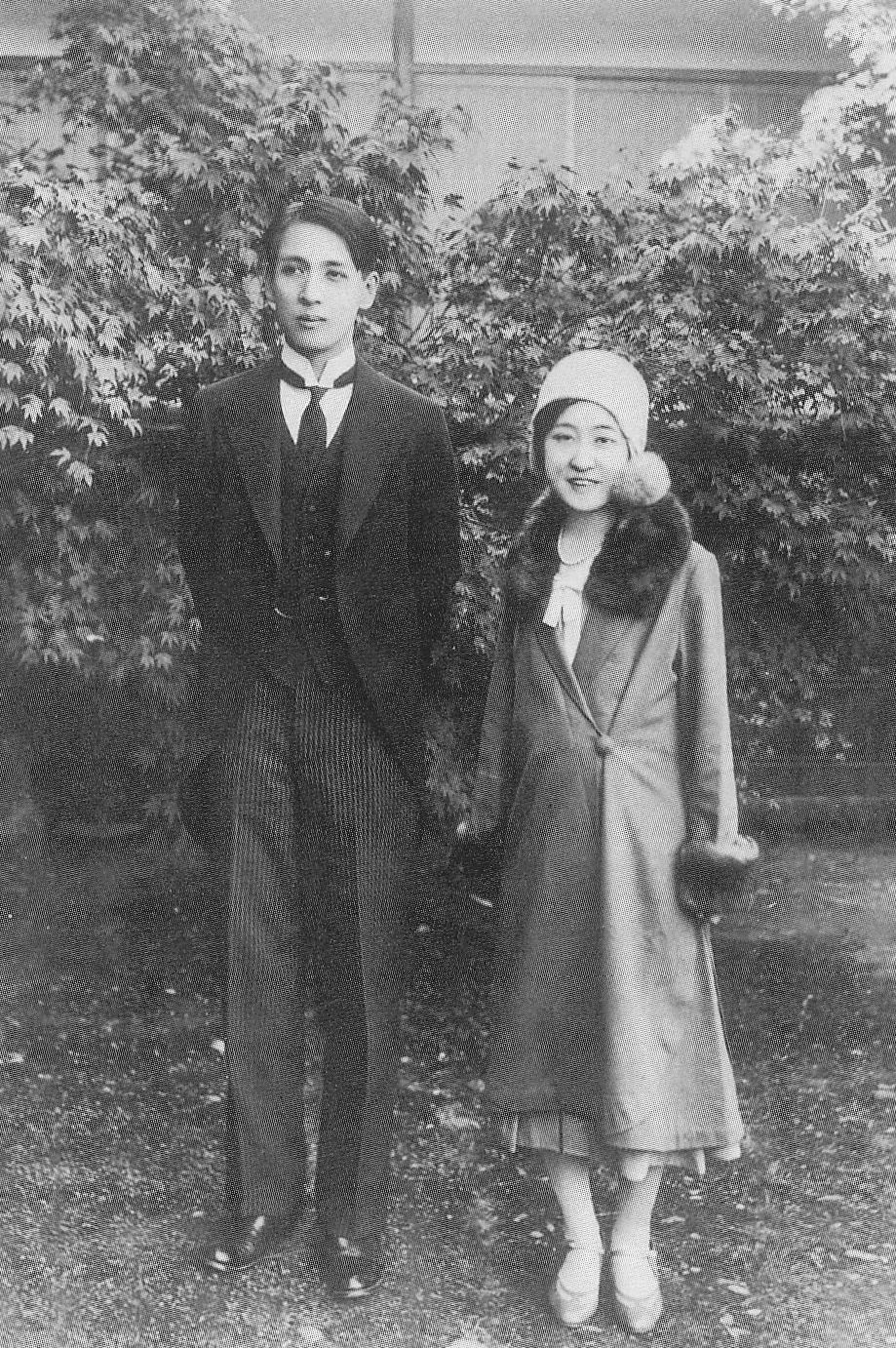
Sō Takeyuki(1931)

Vào tháng 5 năm 1931, dưới sự "mai mối" của Hoàng hậu Trinh Minh, vợ của Thiên hoàng Đại Chính của nước Nhật, bà kết hôn với Bá tước Sō Takeyuki (宗武志 – Tôn Võ Chí), (1923 - 1985). Chuyện hôn nhân này được quyết định từ năm 1930, và được tiến hành mặc sự phản đối của Thái tử anh trai bà. Bà sinh hạ con gái Masae (正惠 – Chính Huệ) vào ngày 14 tháng 8 năm 1932. Vào năm 1933, Đức Huệ công chúa lại một lần nữa mắc bệnh thần kinh, và sống nhiều năm sau trong các bệnh viện tâm thần khác nhau. Bà li dị chồng năm 1953. Sau những buồn đau từ cuộc hôn nhân không hạnh phúc, bà lại phải chịu thêm khổ đau khi cô con gái duy nhất tự sát bằng cách chết đuối vào năm 1955. Tình trạng sức khoẻ của bà xấu đi rõ rệt.
Bà trở về Hàn Quốc theo lời mời của chính phủ Hàn Quốc vào 26 tháng 1 năm 1962. Bà đã khóc khi đặt chân xuống Tổ quốc, và cho dù bị bệnh thần kinh, bà vẫn nhớ chính xác tất cả các nghi lễ cung đình. Bà sống ở điện Nakseon, Cung Changdeok, với vợ chồng Thái tử, hai vợ chồng con trai họ là Hoàng tử Cửu và Julia Mullock, và thị nữ Byeon Bokdong của bà. Bà mất ngày 21 tháng 4 năm 1989 tại điện Sugang, Cung Xương Đức, và được an táng tại Hongryureung ở Namyangju, gần Seoul.

## Thư viện ảnh

Cùng với cha là Hoàng đế Cao Tông và các anh (Anh Thân vương, Thuần Tông, Nghĩa Thân vương)Cùng với cha là Hoàng đế Cao Tông và các anh (Anh Thân vương, Thuần Tông, Nghĩa Thân vương)
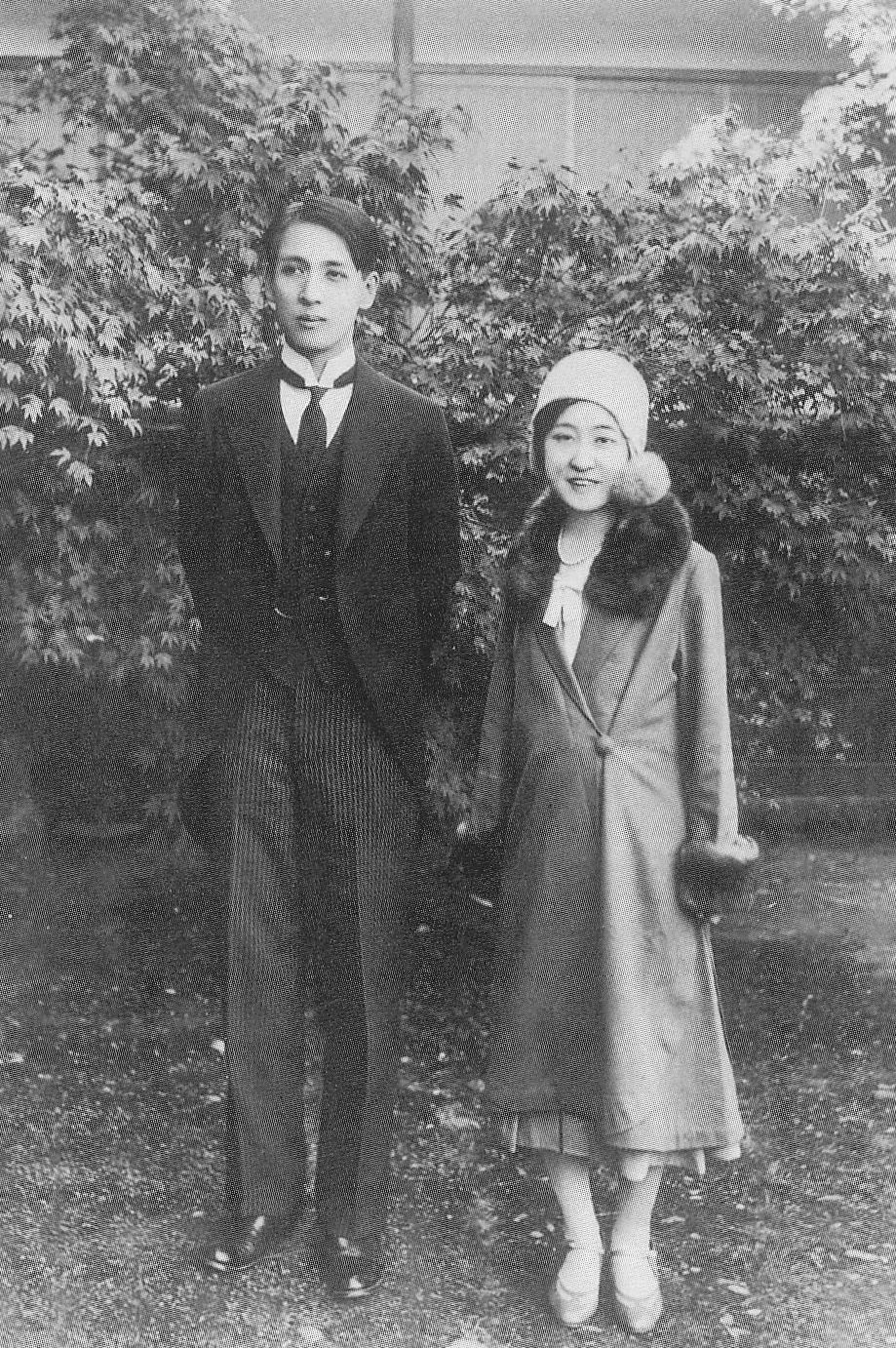
Ông chúa cùng chồng là Sō Takeyuki tại Tsushima Izuhara (1931)

## Gia phả
| \| \| \| \| \| \| \| \| \| \| \| \| \| \| \| \| \| \| \| \| Yi Byeongwon \| \| \| \| \| \| \| \| \| \| \| \| \| \| \| \| \| \| \| \| \| \| \| \| \| \| \| \| \| \| \| \| \| \| \| \| \| \| \| \| \| \| \| \| \| \| \| \| \| \| \| \| \| \| Prince Namyeon \| \| \| \| \| \| \| \| \| \| \| \| \| \| \| \| \| \| \| \| \| \| \| \| \| \| \| \| \| \| \| \| \| \| \| \| \| \| \| \| \| \| \| \| \| \| \| \| \| \| \| \| \| \| Heungseon Daewongun \| \| \| \| \| \| \| \| \| \| \| \| \| \| \| \| \| \| \| \| \| \| \| \| \| \| \| \| \| \| \| \| \| \| \| \| \| \| \| \| \| \| \| \| \| \| \| \| \| \| \| \| \| \| Hoàng đế Cao Tông \| \| \| \| \| \| \| \| \| \| \| \| \| \| \| \| \| \| \| \| \| \| \| \| \| \| \| \| \| \| \| \| \| \| \| \| \| \| \| \| \| \| \| \| \| \| \| \| \| \| \| \| \| \| Lady Min Yeoheung \| \| \| \| \| \| \| \| \| \| \| \| \| \| \| \| \| \| \| \| \| \| \| \| \| \| \| \| \| \| \| \| \| \| \| \| \| \| \| \| \| \| \| \| \| \| \| \| \| \| \| \| \| \| Ông chúa Đức Huệ của Triều Tiên \| \| \| \| \| \| \| \| \| \| \| \| \| \| \| \| \| \| \| \| \| \| \| \| \| \| \| \| \| \| \| \| \| \| \| \| \| \| \| \| \| \| \| \| \| \| \| \| \| \| \| \| \| \| Quý nhân Bongnyeong \| \| \| \| \| \| \| \| \| \| \| \| \| \| \| \| \| \| \| \| \| \| \| \| \| \| \| \| \| \| \| \| \| \| \| \| \| \| \| \| \| \| \| \| \| \| \| \| \| \| \| \| |                                 |  |  |  |  |  |  |  |  |  |  |  |  |  |  |  |
| |                                 |  |  |  |  |  |  |  |  |  |  |  |  |  |  |  |
| | Yi Byeongwon                    |  |  |  |  |  |  |  |  |  |  |  |  |  |  |  |
| |                                 |  |  |  |  |  |  |  |  |  |  |  |  |  |  |  |
| |                                 |  |  |  |  |  |  |  |  |  |  |  |  |  |  |  |
| | Prince Namyeon                  |  |  |  |  |  |  |  |  |  |  |  |  |  |  |  |
| |                                 |  |  |  |  |  |  |  |  |  |  |  |  |  |  |  |
| |                                 |  |  |  |  |  |  |  |  |  |  |  |  |  |  |  |
| | Heungseon Daewongun             |  |  |  |  |  |  |  |  |  |  |  |  |  |  |  |
| |                                 |  |  |  |  |  |  |  |  |  |  |  |  |  |  |  |
| |                                 |  |  |  |  |  |  |  |  |  |  |  |  |  |  |  |
| | Hoàng đế Cao Tông               |  |  |  |  |  |  |  |  |  |  |  |  |  |  |  |
| |                                 |  |  |  |  |  |  |  |  |  |  |  |  |  |  |  |
| |                                 |  |  |  |  |  |  |  |  |  |  |  |  |  |  |  |
| | Lady Min Yeoheung               |  |  |  |  |  |  |  |  |  |  |  |  |  |  |  |
| |                                 |  |  |  |  |  |  |  |  |  |  |  |  |  |  |  |
| |                                 |  |  |  |  |  |  |  |  |  |  |  |  |  |  |  |
| | Ông chúa Đức Huệ của Triều Tiên |  |  |  |  |  |  |  |  |  |  |  |  |  |  |  |
| |                                 |  |  |  |  |  |  |  |  |  |  |  |  |  |  |  |
| |                                 |  |  |  |  |  |  |  |  |  |  |  |  |  |  |  |
| | Quý nhân Bongnyeong             |  |  |  |  |  |  |  |  |  |  |  |  |  |  |  |
| |                                 |  |  |  |  |  |  |  |  |  |  |  |  |  |  |  |
| |                                 |  |  |  |  |  |  |  |  |  |  |  |  |  |  |  |